# Narcissus yepesii
Narcissus yepesii és una espècie de planta bulbosa que pertany a la família de les amaril·lidàcies. És endèmica de les Serralades Bètiques del sud d'Espanya.

## Hàbitat
Aquesta espècie creix en prats i vegetació de pastures cionòfiles, específicament en prades mesòfites perennes dominades per Scirpus holoschoenus L. i Cirsium pyrenaicum (Jacq.) Totes les subpoblacions creixen a prop de fonts però sense dinàmica de ribera sota el cinturó humit supramediterrani en el rang de 1.200-1.400 msnm.
Fins ara es coneixen tres poblacions (amb cinc localitats, algunes adjacents) d'aquesta espècie, amb una població estimada de 10.000 a 50.000 individus madurs. Dues subpoblacions híbrides naturals entre aquesta espècie i l'estretament relacionada amb N. segurensis apareixen en àrees de pastures obertes o sota el cobricel del bosc secundari de Pinus amb Crataegus. Les estimacions realitzades per a aquestes poblacions mostren una població global de més de 5.000 individus.

## Distribució
Aquesta espècie de narcís és endèmica de les muntanyes Bètiques del sud d'Espanya, on s'ha registrat a partir de cinc localitats al llarg de la riera de la Fuente de la Jordana i àrees veïnes, a la Sierra de Segura, província de Jaén.

## Taxonomia
Narcissus yepesii va ser descrita per S.Ríos, D.Rivera, Alcaraz i Obón, i publicat a Bot. J. Linn. Soc. 131: 161 l'any 1999.
Etimologia
Narcissus nom genèric que fa referència del jove narcisista de la mitologia grega Νάρκισσος (Narkissos) fill del déu riu Cefís i de la nimfa Liríope; que es distingia per la seva bellesa.
El nom deriva de la paraula grega: ναρκὰο, narkào (= narcòtic) i es refereix a l'olor penetrant i embriagant de les flors d'algunes espècies (alguns sostenen que la paraula deriva de la paraula persa نرگس i que es pronuncia Nargis, que indica que aquesta planta és embriagadora).
yepesii: epítet que porta el nom del en memòria del guitarrista de concert i músic ja mort mundialment famós Narciso Yepes, nascut a Llorca (Múrcia), a uns 100 km a l'est de la localitat tipus de l'espècie.